# Charles de Freycinet
Charles Louis de Saulces de Freycinet fou un enginyer i un polític francès que va néixer a Foix el 14 de novembre 1828 i morí a París el 14 de maig 1923.
Fou senador del 1876 fins al 1920 i ministre de foment del 1877 al 1879. En aquest període va contribuir a l'expansió de la xarxa ferroviària i a la modernització de les vies navegables. Va decretar una classificació per a les rescloses, coneguda avui com la norma de Freycinet.
Va ser primer ministre i ministre d'afers estrangers del 1879 al 1880 i del 1885 al 1886. Va sostenir Jules Ferry quan aquest volia laïcitzar les escoles i imposar l'escolaritat obligatòria. Es presentà com a candidat a la presidència el 1885, sense èxit. El 1886 expulsà els Pretendents a la corona de França. Es presentà altra vegada debades a les eleccions presidencials del 1887.
El 1889 va esdevenir el primer ministre francès de la guerra que no era un militar. Portà el servei obligatori a tres anys i modernitzà l'equipament de l'exèrcit. Va ser apartat del poder en voler ofegar l'escàndol de Panamà, però tornà aviat com a ministre de la guerra. Quan el cas Dreyfus esclatà, prengué posició contra l'oficial acusat.
Va ser membre de l'Acadèmia Francesa de les Ciències des del 1882 i de l'Académie française des del 1890.

## Publicacions
- Traité de mécanique rationnelle (1858)
- De l'analyse infinitesimale (1860; 1881)
- Des pentes économiques en chemin de fer (1861)
- Emploi des eaux d'égout en agriculture (1869)
- Principes de l'assainissement des villes (1870)
- Traité d'assainissement industriel (1870)
- Essai sur la philosophie des sciences (1896)
- La Question d'Égypte (1905)